# Set cims volcànics

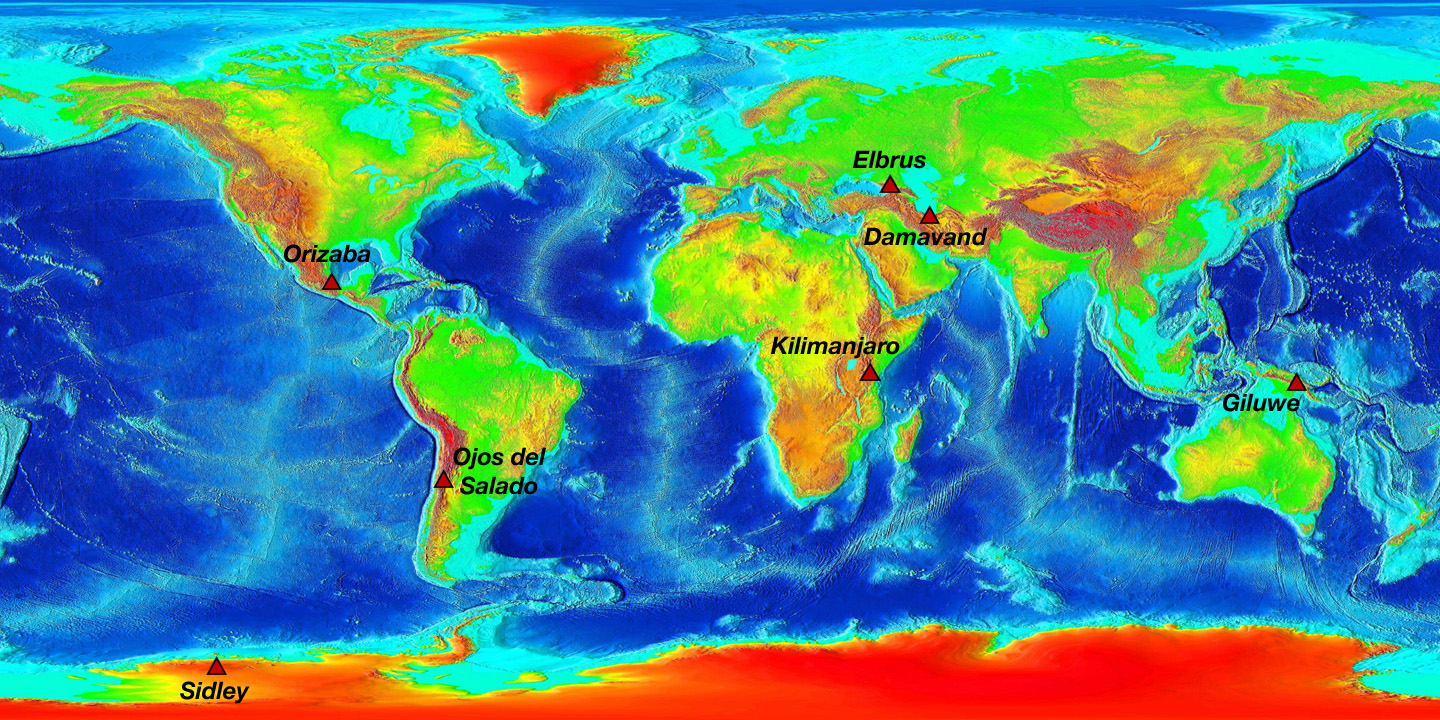
Els set cims volcànics en un mapamundi d'elevacions.

Els Set Cims Volcànics són els volcans més alts de cadascun dels set continents, de la mateixa manera que els Set Cims són les muntanyes més altes de cada continent (segons l'Enciclopèdia Britànica) indiferentment del seu origen geològic. L'ascensió dels set cims volcànics fou postulat per primer cop com a desafiament de l'alpinisme el 1999. Degut a les diferents interpretacions en el que fa referència a les línies divisòries continentals (geogràfiques, geològiques, geopolítiques), existeixen diversos continents en funció d'aquestes interpretacions, i per tants diversos 'sostres continentals' possibles. El nombre de set continents emprat a els set cims volcànics es basa en el model emprat a Europa occidental i als Estats Units.
Una complicació addicional per a poder determinar el cim volcànic més alt és la de definir exactament què constitueix un volcà i quina prominència topogràfica ha de tenir aquest respecte de qualsevol cim no volcànic adjacent a fi d'admetre'l. Per a la confecció d'aquesta llista s'han tingut en compte dos requisits: els cims han de ser un veritable centre d'erupció volcànica (no només roques volcàniques aixecades a causa d'algun altre procés geològic) i han de tenir una prominència d'un mínim de 300 metres. D'aquesta manera el llistat inclou només les veritables muntanyes volcàniques i no efusions menors de lava en zones d'alta altitud (vegeu el cas d'Àsia a continuació).

## Els set volcans

### Àfrica, Amèrica del Nord i Antàrtida
El volcà més alt en cadascun d'aquests continents és el Kilimanjaro a l'Àfrica, el Pico de Orizaba a Amèrica del Nord i el Mont Sidley a l'Antàrtida.

### Amèrica del Sud
L'Aconcagua, la muntanya més alta de tot el continent americà, fou considerada durant molt de temps un volcà. Però el consens geològic actual és que la muntanya formada per roques volcàniques, no va esclatar en la seva forma actual, i per això no és considerat un volcà. És difícil determinar amb exactitud quin dels veritables volcans sud-americans és el més alt, ja que els mapes topogràfics de la regió fronterera entre l'Argentina i Xile no són gaire precisos. Les mesures més recents han donat com a volcà més alt l'Ojos del Salado (i segon cim més alt d’Amèrica del Sud) bastant per davant del Monte Pissis.

### Àsia
La situació més problemàtica a l'hora de definir els cims volcànics més alts és al continent asiàtic, degut a l'existència del grup volcànic Kunlun al Tibet (un seguit de respiradors volcànics situats a una altitud superior als 5.808 m). No obstant això, la informació és escassa i sembla poc probable que la prominència respecte de l'altiplà on han esclatat sigui superior als 300 m. D'aquesta manera el Damavand, un volcà aïllat de 5.610 m. i amb més de 4.600 m. de prominència el fan el més alt del continent.

### Europa
La frontera generalment acceptada entre Europa i Àsia discorre per la serralada dels Urals, a la Rússia central, i pel Caucas, frontera sud de Rússia. Al nord de la serralada del Caucas s'hi aixeca l'Elbrus (un estratovolcà que resta en repòs des de fa uns 2.000 anys), el volcà més alt d'Europa i també la muntanya més alta del continent.

### Oceania
Nombrosos escrits científics, de les dècades de 1970 i 1980 confirmen que el Mont Giluwe situat a Papua Nova Guinea és en realitat un antic volcà erosionat, a diferència de les muntanyes més altes de l'illa de Nova Guinea que no tenen un origen volcànic.

## Taula
| Ordre | Volcà           | Altitud (m) | Prominència (m) | Serralada               | Continent        | País              |
| ----- | --------------- | ----------- | --------------- | ----------------------- | ---------------- | ----------------- |
| 1     | Ojos del Salado | 6.893       | 3.700           | Andes                   | Amèrica del Sud  | Xile / Argentina  |
| 2     | Kilimanjaro     | 5.895       | 5.885           | Kilimajaro              | Àfrica           | Tanzània          |
| 3     | Elbrus          | 5.642       | 4.741           | Caucas                  | Europa           | Rússia            |
| 4     | Pico de Orizaba | 5.636       | 4.922           | Cinturó volcànic mexicà | Amèrica del Nord | Mèxic             |
| 5     | Damavand        | 5.610       | 4.667           | Alborz                  | Àsia             | Iran              |
| 6     | Mont Giluwe     | 4.368       | 2.488           | Southern Highlands      | Oceania          | Papua Nova Guinea |
| 7     | Mont Sidley     | 4.285       | 2.517           | Executive Committee     | Antàrtida        | --                |

## Taula dels segons set cims volcànics
Degut a les diferents interpretacions pel que fa referència a les línies divisòries continentals (geogràfiques, geològiques, geopolítiques), existeix una dualitat en el cas d'Oceania. El Mont Hagen a Papua Nova Guinea és el segon volcà més alt del continent, però si s'amplien els límits fins a incloure-hi les illes Hawaii, pertanyents als Estats Units d'Amèrica, llavors el Mont Hagen és sobrepassat pel Mauna Kea i el Mauna Loa.
| Ordre | Volcà        | Altitud (m) | Prominència (m) | Serralada               | Continent        | País              |
| ----- | ------------ | ----------- | --------------- | ----------------------- | ---------------- | ----------------- |
| 1     | Monte Pissis | 6.795       | 2.140           | Andes                   | Amèrica del Sud  | Argentina         |
| 2     | Popocatépetl | 5.426       | 3.020           | Cinturó volcànic mexicà | Amèrica del Nord | Mèxic             |
| 3     | Mont Kenya   | 5.199       | 3.825           | Mont Kenya              | Àfrica           | Kenya             |
| 4     | Mont Ararat  | 5.137       | 3.611           | Mont Ararat             | Àsia             | Turquia           |
| 5     | Kazbek       | 5.047       | 3.277           | Caucas                  | Europa           | Geòrgia           |
| 6     | Mont Erebus  | 3.794       | 3.794           | Illa de Ross            | Antàrtida        | —                 |
| 7     | Mont Hagen   | 3.778       | 900             | Hagen                   | Oceania          | Papua Nova Guinea |